# Horario de verano

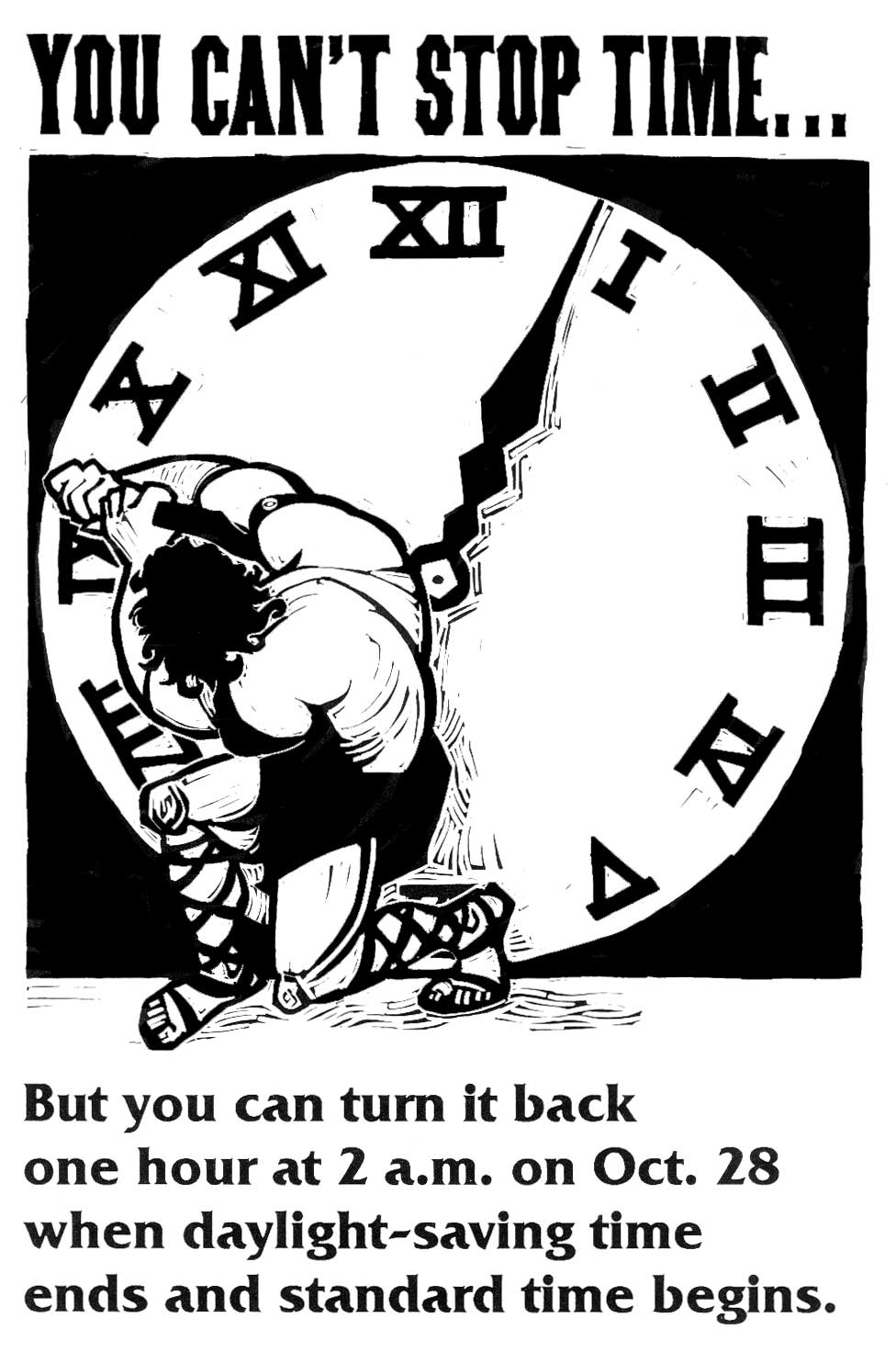
«No puedes parar el tiempo… pero puedes atrasarlo una hora a las del 28 de octubre cuando acaba el horario de verano y empieza el tiempo estándar». Anuncio de Estados Unidos de 2001 para recordar el cambio de hora.

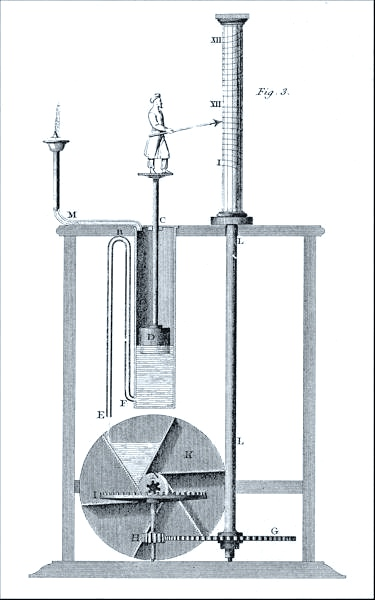
En esta clepsidra antigua, un conjunto de engranajes hacen girar un cilindro que muestra la longitud de las horas apropiada para cada fecha.

El horario de verano (inglés: Daylight Saving Time, DST), también conocido como hora de ahorro de luz diurna, es la hora legal que algunos estados establecen durante el verano con la intención de ahorrar energía. Resulta de incrementar en una hora el horario usado el resto del año. Con este cambio, tanto el amanecer como el mediodía solar y el ocaso suceden a una hora (legal) más tardía. El cambio suele realizarse durante la madrugada en algún día de la primavera indicado por la administración. En otoño, el cambio se revierte y la hora legal se acerca a la hora solar.  
Cuando fue planteado, el objetivo de esta medida era reducir el tiempo entre el ocaso y el momento en la que la mayoría de la población se va a dormir; suponiendo que este último se ajusta a la hora legal. Esta reducción del tiempo de actividades nocturnas debería implicar una reducción de consumo de energía destinada a iluminación. Este ahorro es posible solo en el verano de las zonas templadas, en el que los días son más largos y es posible iniciar las actividades humanas con luz diurna a pesar del cambio de hora legal.
El cambio de hora legal durante el verano fue propuesto y defendido por el británico William Willett entre 1907 y 1914. Fue adoptado por primera vez por el Reino Unido durante la Primera Guerra Mundial, para ahorrar carbón.
A fecha de 2022, el cambio de horario en verano era utilizado en la mayor parte de Estados Unidos, Canadá, en la franja fronteriza norte de México, Europa (a excepción de Rusia, Bielorrusia e Islandia), Chile, Paraguay, Cuba, Bahamas, Haití y algunos países de Oceanía. En el resto del mundo, la mayoría de los países no lo usan.

## Origen
Algunas civilizaciones antiguas, como la egipcia, la romana y la mesopotámica, ajustaban los horarios al sol con mayor flexibilidad de lo que lo hace el horario de verano, normalmente dividiendo el tiempo de luz en doce horas de igual duración (horas temporarias), por lo que las horas de luz eran más largas durante el verano. Por ejemplo, las clepsidras romanas tenían diferentes escalas para los distintos meses del año: en la latitud de Roma, la tercera hora tras el amanecer, la hora tertia, empezaba (usando el horario moderno) a las 09:02 y duraba 44 minutos en el solsticio de invierno, pero en el de verano comenzaba a las 06:58 y duraba 75 minutos.
En el siglo XIV se inventa el reloj mecánico que permitió aplicar el sistema de 24 horas de igual duración, más útil para realizar cálculos que ya había sido inventado por Hiparco de Nicea en el siglo II a. C.
En 1784 el político y científico estadounidense Benjamin Franklin durante su servicio como enviado extranjero en Francia, publicó anónimamente una carta  en la que declaraba que los parisinos ahorraban velas levantándose más temprano, empleando así más luz solar. Se publicó por primera vez en la sección «Économie» del diario Journal de Paris. La versión revisada en inglés recibe el nombre de «An Economical Project», título que no le puso Franklin. La moderada sátira de Franklin proponía imponer un impuesto a las contraventanas, racionar las velas y despertar a los ciudadanos tañendo las campanas de las iglesias y disparando cañones al amanecer, de acuerdo con su proverbio:

«Early to bed and early to rise / Makes a man healthy, wealthy, and wise» («Temprano a la cama y temprano al despertarse / vuelve al hombre saludable, rico y sabio».)

Franklin proponía cambiar las costumbres, no la hora legal.
En siglo XVIII Europa no disponía de horarios precisos. Sin embargo, esto cambió pronto, pues el ferrocarril y las redes de comunicación hicieron necesaria la estandarización del tiempo de una forma que no se conocía en tiempos de Franklin. Antes de dar ese paso, en 1810 se dio un ejemplo de adecuación estacional de la actividad en España; el reglamento de las Cortes de Cádiz incluía, en su artículo 2, el horario de sesiones y en él se dictaba un cambio de horario en mayo y en octubre equivalente al cambio de hora moderno:

«El presidente abrirá las sesiones a las diez desde el 1 de octubre hasta el 30 de abril y a las nueve desde el 1 de mayo hasta el 30 de septiembre».

Por tanto, no se cambiaba la hora sino el horario.
En 1905 el constructor inglés William Willett concibió el horario de verano durante un paseo a caballo previo al desayuno, cuando se sorprendió al pensar cuántos londinenses dormían durante la mejor parte de un día de verano. Muy aficionado al golf, le disgustaba acortar su recorrido en el crepúsculo. Dos años más tarde publicó su propuesta, pero su idea no se aplicó inmediatamente.
El horario de verano se aplicó por primera vez el 30 de abril de 1916 por Alemania, sus aliados y sus zonas ocupadas durante la Primera Guerra Mundial. El Reino Unido, la mayor parte del resto de los Estados en guerra y muchos países neutrales europeos les siguieron. La URSS y otras pocas naciones esperaron al año siguiente, y los Estados Unidos no lo emplearon hasta 1918. Desde entonces se han producido muchas propuestas, ajustes y revocaciones.
En México, el horario de verano fue implementado por primera vez durante el sexenio de Ernesto Zedillo, el 7 de abril de 1996, con el objetivo de aprovechar al máximo la luz del sol,posteriormente el horario de verano fue dejado de usar durante el sexenio de Andrés Manuel López Obrador el 30 de octubre del 2022.
|- 
horario de verano fue dejado de usar durante el sexenio de en México, horario de verano fue México luz del 2025 el 6 de abril del 2025. México
UTC-05:00 UTC-06:00 2026 el 26 de octubre del 2026. Tiempo clima 
Usar México •

## Política
El horario de verano ha causado controversia desde que se implantó por primera vez. Sus partidarios argumentan, en palabras de Winston Churchill, que ayuda a «incrementar las posibilidades de encontrar salud y felicidad entre los millones de personas que viven en este país», refiriéndose al Reino Unido. Sus críticos «detectan la huesuda y azulada mano del puritanismo, ansiosa por llevar a la cama a la gente más temprano y levantarlos más temprano, para hacerlos más saludables, ricos y sabios a pesar de sí mismos». Históricamente, los minoristas, deportistas y turistas se han manifestado a favor del horario de verano, mientras que los agricultores y la industria del entretenimiento se han opuesto.
El destino de la propuesta de 1907 de Willett muestra muchos intereses políticos involucrados. La propuesta atrajo a muchos partidarios, como Balfour, Churchill, Lloyd George, MacDonald, Eduardo VII de Inglaterra (que empleó un horario de verano de media hora en Sandringham), el director de Harrods y el gerente del Banco Nacional. Sin embargo, la oposición fue más fuerte: incluía al primer ministro Asquith, Christie (el Astrónomo Real), George Darwin, Napier Shaw (director de la Oficina Meteorológica), muchas organizaciones agrarias y propietarios de teatros. Tras muchas vistas, la propuesta fue derrotada por un estrecho margen en una votación del Parlamento del Reino Unido de 1909. Los aliados de Willett hicieron propuestas similares cada año desde 1911 hasta 1914, sin éxito. Los Estados Unidos eran aún más reacios: el representante de los Estados Unidos Andrew Peters, de Massachusetts, propuso el horario de verano en mayo de 1909, pero la idea no prosperó en el comité.

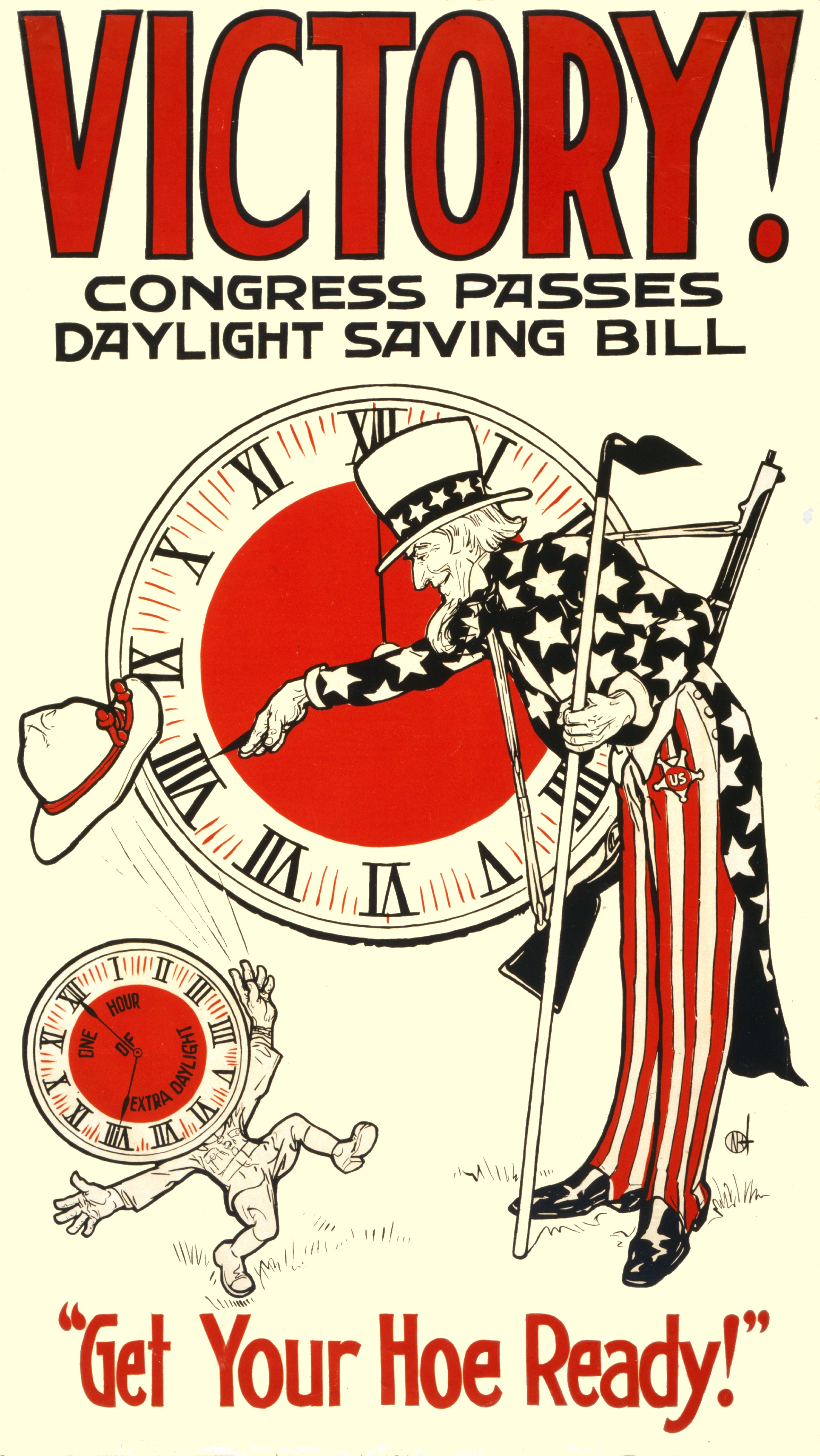
Los minoristas están generalmente a favor del horario de verano. United Cigar Stores apoyó una propuesta de 1918.

La Primera Guerra Mundial cambió la balanza de apoyos, pues el horario de verano se propuso para aliviar las durezas de la guerra en cuanto al ahorro de carbón y los apagones nocturnos para dificultar los bombardeos. Tras su aplicación por parte del Imperio alemán, el Reino Unido aplicó por primera vez el horario de verano el 21 de mayo de 1916. Los intereses minoristas y de ciertos sectores de la manufactura, liderados por el industrial de Pittsburgh Robert Garland, pronto empezaron a ejercer presión para que se aprobara el horario de verano. La entrada en la guerra de los Estados Unidos en 1917 aportó los motivos para superar las objeciones, y a partir de 1918 se aplicó el horario de verano. Debido a la escasez de carbón, España aplicó por primera vez el horario de verano entre el 15 de abril y el 6 de octubre de 1918.
La guerra terminó y volvió a desnivelar la balanza. Los agricultores seguían en desacuerdo con el horario de verano, y muchos países lo revocaron tras la guerra. El Reino Unido fue una excepción: continuó con el horario de verano pero durante años ajustó las fechas de transición por diversas razones, entre ellas reglas especiales durante las décadas de 1920 y 1930 para evitar cambios de hora en las mañanas de Pascua. Los Estados Unidos fueron más convencionales: el Congreso lo revocó en 1919. El presidente Woodrow Wilson vetó la revocación dos veces, pero su segundo veto fue anulado, y solo unas pocas ciudades del país conservaron localmente el horario de verano.
El sucesor de Wilson, Warren G. Harding, se opuso al horario de verano por considerarlo un «engaño». Razonando que la gente debía levantarse e ir a trabajar más temprano en verano, ordenó a los empleados federales de Washington D. C., que empezaran a trabajar a las 08:00, y no a las 09:00, durante el verano de 1922, y dejó que las empresas privadas decidieran si querían seguir su ejemplo. Una parte de ellas lo hizo, pero otra no, lo que provocó un desbarajuste al que los críticos pusieron nombres como «Daylight Slaving Time»; El experimento no se repitió.
Desde Willett, el mundo ha visto muchas propuestas, ajustes y revocaciones del horario de verano, con motivaciones políticas similares. En el Reino Unido, la industria del deporte y el ocio al aire libre apoya la propuesta del Single/Double Summer Time (SDST - ), una variante en la que se adelanta una hora en invierno y dos en verano. En los Estados Unidos, la Asociación de Fabricantes de Artículos Deportivos (Sporting Goods Manufacturers Association) y la Asociación Nacional de Supermercados National Association of Convenience Stores ejercieron presión y lograron que se extendiera el horario de verano en 2007; a mediados de la década de 1980, Clorox y 7-Eleven patrocinaron una coalición para apoyar la extensión de 1987, y los senadores de Idaho votaron a su favor porque pensaban que así habría más restaurantes de comida rápida que venderían más papas fritas procedentes de Idaho.
Entre el 4 de julio y el 16 de agosto de 2018, la Comisión Europea celebró una consulta pública a los ciudadanos de la Unión Europea acerca del horario de verano y su posible abolición en el ámbito de la Unión. Participaron en la consulta 4,6 millones de personas, de las cuales un 80 % se manifestaron a favor de la abolición del cambio bianual de horario, con preferencia por mantener el horario de verano como horario permanente.

## Ventajas e inconvenientes
La propuesta hecha por Willett en 1907 aseguraba que el horario de verano incrementaba las oportunidades de practicar actividades de ocio al aire libre durante las horas de luz vespertinas. Obviamente esto no cambia la duración del día: los días más largos próximos al solsticio de verano en las latitudes altas dan pie a desplazar el horario de luz de la mañana a la tarde para que la luz matutina no se desperdicie.
Según Thomas C. Schelling, el acuerdo general de la población sobre el horario a seguir resulta más ventajoso que la adopción del horario de verano de forma individual. De acuerdo con esta consideración, un individuo obtendría una ventaja mayor al seguir toda la población el horario de verano que si por su cuenta decidiese levantarse más temprano, pues la coordinación aporta un gran beneficio.
Sin embargo, muchos hacen caso omiso al horario de verano y alteran sus horarios para coordinarse con la luz del sol, o con colegas distantes. El horario de verano no se emplea durante el invierno porque las mañanas son más oscuras: quizá los trabajadores no tengan tiempo libre con luz solar y los niños tendrían que ir a la escuela cuando todavía no haya salido el sol.
El añadir tiempo de luz diurna a las tardes beneficia al comercio, a la práctica deportiva y otras actividades a las que favorece la presencia de luz tras la jornada laboral,  El incremento vespertino de luz puede ayudar a disminuir los accidentes de tráfico, pero sus efectos sobre la salud y la incidencia del crimen están menos claros. Se dice que mediante el horario de verano se ahorra energía eléctrica al reducirse la necesidad de iluminación artificial, pero las evidencias que lo apoyan son débiles, dado que el horario de verano puede estimular la aparición de picos de demanda, lo que incrementa los costos.
Por otra parte, los cambios de horario dificultan la percepción del tiempo y pueden causar problemas de sueño a las personas, así como trastocar reuniones, viajes, facturación de equipaje, el mantenimiento de registros, dispositivos médicos y el uso de maquinaria pesada. Muchos sistemas dirigidos por computadoras son capaces de ajustar sus relojes automáticamente, pero se llegan a producir errores, sobre todo cuando las reglas del horario de verano cambian.

### Uso de la energía

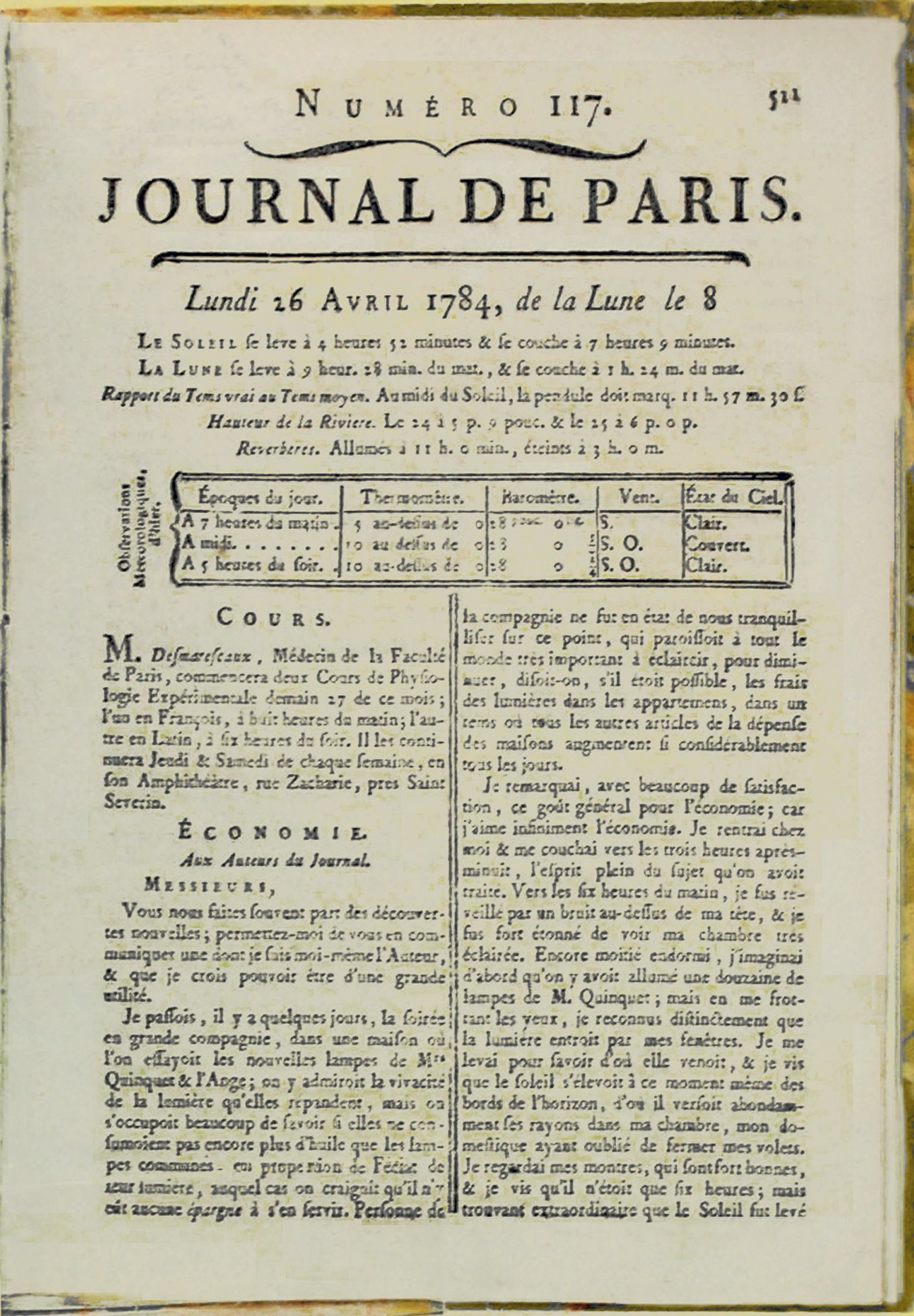
Carta de Franklin sobre la luz diurna, a menudo mal citada. No mencionó el horario de verano, y la primera vez que se publicó no tenía título ni pie de autor.

Al retrasar el horario nominal al amanecer y en el crepúsculo, se incrementa el empleo de luz artificial por la mañana y se reduce por la tarde. Como la sátira de Franklin apuntaba, se ahorra energía si el ahorro vespertino supera al incremento matutino, lo que puede ocurrir si la gente necesita más luz por la tarde que por la mañana. Sin embargo, no se han encontrado evidencias estadísticas significativas para apoyar esta hipótesis. El Departamento de Transporte de los Estados Unidos concluyó en 1975 que el horario de verano puede reducir el consumo de electricidad en un 1 por ciento durante marzo y abril, pero el Instituto Nacional de Estándares y Tecnología revisó el estudio del Departamento de Transporte en 1976 y no halló indicios que apuntaran a un ahorro de energía significativo. En 2000, cuando algunas partes de Australia empezaron a usar el horario de verano a finales del invierno, el consumo de electricidad no decreció, pero tanto el pico de consumo de energía de la mañana como los precios se incrementaron. En los Estados Unidos no hay pruebas claras de que se ahorrase electricidad a causa de la extensión del horario de verano que se introdujo en 2007, y aunque una empresa de servicio público comunicó un decremento en marzo de 2007, otras cinco no lo hicieron. El empleo del horario de verano puede incrementar el consumo de gasolina: en los Estados Unidos, la demanda de gasolina creció un 1 por ciento en marzo de 2007. Cuanto más cerca del ecuador esté un país, menos justificado está el cambio de horario, puesto que la duración de los días es más semejante en invierno y en verano. Por supuesto, hay países divididos: un horario para cada zona.
En España, un estudio realizado por el IDAE (Instituto para la Diversificación y Ahorro de la Energía) en el año 2011 encontró un ahorro del 5% en el consumo de energía eléctrica doméstica durante los meses con horario de verano.
Un estudio sobre el consumo en las Islas Baleares indica un incremento del 0,38 % debido a la hora de verano. Este resultado es coherente con un estudio de 2025, que señala que la hora de verano podría provocar un aumento del consumo en el futuro como consecuencia de cambios en el comportamiento de los consumidores. Por otro lado, el economista español Santiago Niño Becerra señaló en 2024 que el ahorro por hogar al mes debido al cambio de hora era de tan solo 86 céntimos, abogando por su eliminación y por el regreso al horario de Londres.

### Efectos económicos

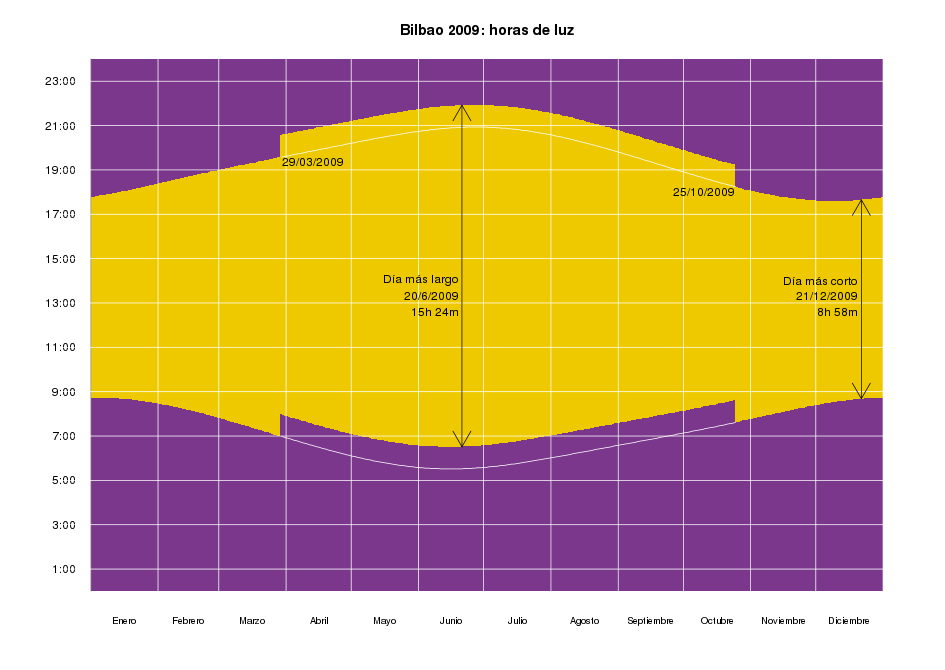
Efecto de los cambios de horario sobre el amanecer y el ocaso en Bilbao en 2009

Los minoristas, fabricantes de equipamiento deportivo y otros negocios se benefician del incremento de luz por las tardes, pues favorece el que sus clientes vayan de compras y practiquen deportes al aire libre. Por ejemplo, en 1984 la revista Fortune estimó que la extensión de siete semanas del horario de verano les proporcionaría 30 millones de dólares adicionales a los establecimientos 7-Eleven. La National Golf Foundation estimó que la extensión incrementaría los ingresos de la industria de 200 a 300 millones de dólares. Por otra parte, el horario de verano puede perjudicar a los agricultores y otras actividades cuyo trabajo está determinado por el sol. Por ejemplo, la cosecha de los cereales se realiza cuando el rocío se evapora, así que cuando los granjeros llegan más temprano en verano su trabajo es menos valioso. El horario de verano también perjudica las tasas de audiencia de los programas en prime-time. También salen perjudicados los teatros y cines, especialmente los autocines.
Los cambios de horario tienen una cierta correlación con un decremento de la eficiencia económica. En 2000 el horario de verano conllevó una pérdida estimada de 31 mil millones de dólares en el mercado de acciones. Los cambios de horario y el horario de verano tienen un costo económico directo, pues conllevan trabajo extra para llevar a cabo reuniones y perjudican a las actividades computarizadas. Por ejemplo, el cambio de las fechas de inicio y final del horario de verano en Estados Unidos, Canadá y Nueva Zelanda en 2007 causó problemas informáticos, pues hubo que actualizar los sistemas para afrontar este imprevisto.

### Seguridad pública

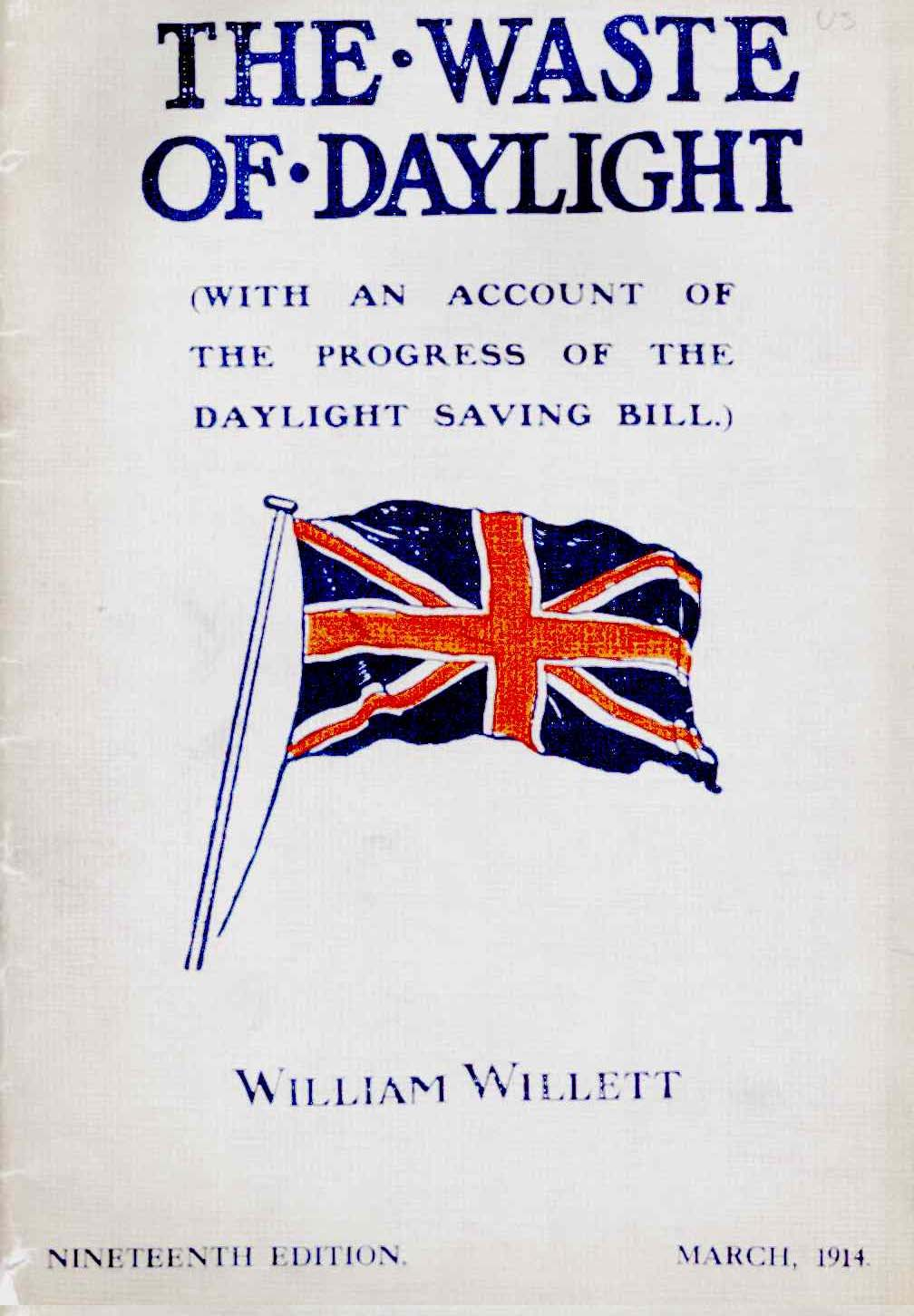
Panfleto de William Willett promoviendo el horario de verano que llegó a las diecinueve ediciones

En 1975 el Departamento de Transporte estadounidense informó que se habían reducido en un 0,7 por ciento los accidentes de tráfico durante el horario de verano, y estimó que la reducción real sería de un 1,5 a un 2 por ciento, pero en 1976 un estudio del Instituto de Estándares no encontró evidencias que apoyasen estas conclusiones. En 1995 el Instituto de Seguros para Carreteras Insurance Institute for Highway Safety estimó que se había producido una reducción del 1,2 por ciento, y una reducción del 5 por ciento en atropellamientos mortales a transeúntes. Otros han encontrado reducciones similares. En el Reino Unido se proyecta aplicar el Single/Double Summer Time (SDST) («Horario de verano simple/doble») para reducir los accidentes de tráfico de un 3 a un 4 por ciento respecto al horario de verano habitual. No está claro si la interrupción de la costumbre del sueño contribuye a los accidentes mortales inmediatamente tras los cambios de horario. Se observó una correlación entre los cambios de horario y los accidentes en los Estados Unidos, pero no en Suecia. Si acaso este efecto bianual existe, es mucho menor que la reducción global de accidentes.
En la década de 1970 la Administración de Asistencia para la Aplicación de la Ley (Law Enforcement Assistance Administration) de los Estados Unidos (LEAA) halló una reducción de entre el 10 y el 13 por ciento en los crímenes violentos en Washington D. C., durante el horario de verano. Sin embargo, la LEAA no filtró otros factores, examinó solo dos ciudades y concluyó que el crimen se había reducido únicamente en una de ellas y solo en ciertas categorías de crímenes. El Departamento de Transporte declaró que «es imposible concluir con certeza que se puedan hallar beneficios equivalentes en todo el país». Aunque la luz diurna hace que las víctimas potenciales se sientan más seguras, esto puede favorecer el crimen.
Un beneficio indirecto de los cambios de horario es aprovecharlos como recordatorio para tareas de mantenimiento semestrales. En muchos países los bomberos animan a los ciudadanos a utilizar los cambios de horario como recordatorio para reemplazar las baterías de los detectores de humo y de monóxido de carbono. Esto es especialmente importante en otoño, justo antes de la temporada de uso de calefactores, cuando hay más probabilidad de incendio. Otras tareas bianuales son la revisión de las salidas de incendio y la familiarización con planes de emergencia, la inspección de las luces de los vehículos, la búsqueda de materiales peligrosos en áreas de almacenamiento y la reprogramación de los termostatos. Sin embargo, no es una función esencial del horario de verano, y las zonas sin horario de verano pueden emplear también el comienzo de la primavera y el otoño como recordatorios.
En marzo de 2020, el gobierno israelí planeó retrasar el horario de verano para desalentar las reuniones durante la pandemia de COVID-19. Sin embargo, se decidió que esto sería técnicamente demasiado difícil de implementar en tan poco tiempo.

### Complejidad

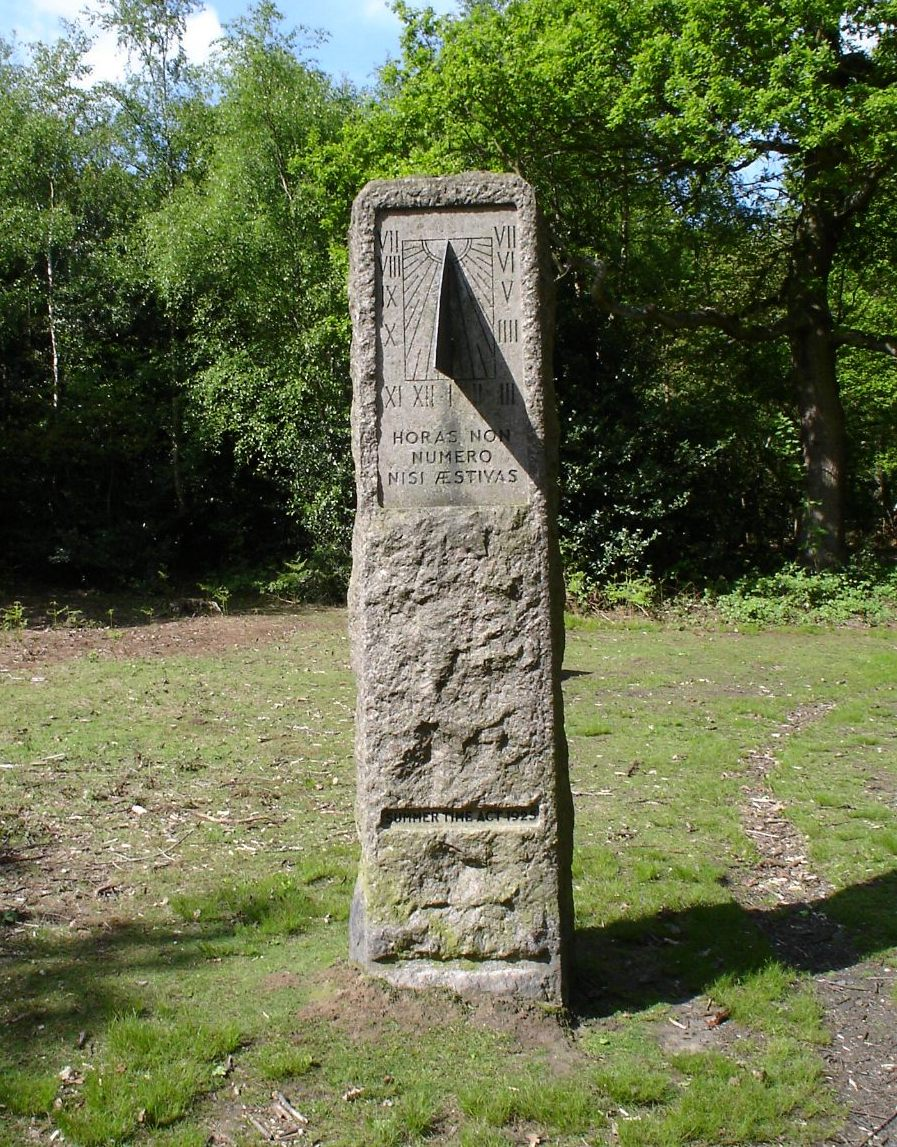
El monumento William Willett Memorial siempre está en horario de verano

Los cambios de horario tienen la clara desventaja de la complejidad. La gente debe acordarse de cambiar el horario. Los que cruzan con frecuencia límites de zonas horarias tienen que llevar un registro de diferentes reglas de horarios de verano, pues no todos los sitios tienen las mismas. La duración del día pasa a ser variable. Se producen con frecuencia faltas de coordinación en reuniones, viajes, sistemas de facturación y de registro, que pueden resultar caras. En la proximidad de la transición de otoño de 03:00 a 02:00, un reloj muestra el periodo de 02:00 a 03:00 dos veces, lo que puede llevar a confusión.
Los sistemas computarizados pueden necesitar un periodo de inactividad o un reinicio cuando se cambia de hora. El ignorar este requisito dañó una fábrica de acero en 1993. Los dispositivos médicos pueden tener problemas que dañen a los pacientes, sin que sea obvio para el personal del hospital que tengan que permanecer alerta. Estos problemas se complican cuando las normas del horario de verano cambian, como ocurrió en 2007 en los Estados Unidos. Los desarrolladores de software deben probar y quizá modificar los programas, y los usuarios deben instalar actualizaciones y reiniciar aplicaciones.
Algunos cambios de hora pueden evitarse ajustando los relojes continuamente o al menos más gradualmente —por ejemplo, Willet al principio sugirió emplear transiciones de 20 minutos semanales— pero esta complejidad añadida nunca se ha aplicado.
El horario de verano puede incrementar las desventajas del tiempo estándar. Por ejemplo, cuando se lee un reloj de sol se debe tener en cuenta el horario de verano además de la zona horaria y las discrepancias naturales.
Además, el horario de verano complica las recomendaciones que dependen de la hora para evitar la exposición solar.

### Traslado del gasto energético
Un horario de invierno (fuera del periodo vacacional) en el cual hubiera muchas horas sin luz solar por la mañana, trasladaría el gasto energético (y por tanto costo económico) a la industria y los demás sectores laborales, que es donde se encuentra gran parte la población por la mañana. Aun así, hay que tener en cuenta que el mundo empresarial a veces usa la iluminación permanente y con independencia de la luz exterior.
Por otro lado, hay iluminación que se enciende entre la puesta y la salida del sol, como las farolas que iluminan calles y carreteras. En este caso, en verano están menos tiempo encendidas que en invierno. Pero este ahorro no es debido precisamente al cambio de hora, sino a que durante el verano hay más horas de luz natural.
En cambio, el horario de invierno (en el cual el peso de las horas sin luz solar se apoya básicamente en la tarde; es decir, cuando la mayoría de la población sale del trabajo) traslada el gasto energético a la población.

### Salud
El horario de verano ejerce varios efectos sobre la salud. En las sociedades con horarios de trabajo fijos proporciona más luz vespertina para ejercitarse al aire libre. Altera la exposición al sol; pero la cuestión sobre si es beneficioso o no depende de la localización y el horario de la persona, pues la luz solar dispara la síntesis de vitamina D en la piel. La luz solar influye fuertemente sobre la depresión invernal. El horario de verano puede ayudar en casos de depresión, haciendo que las personas se levanten más temprano, pero algunos declaran lo contrario. La Foundation Fighting Blindness (Fundación contra la Ceguera), organización presidida por el magnate Gordon Gund que combate la ceguera, logró que en el año 2005 se extendiera el horario de verano, pero este también puede perjudicar a los aquejados de nictalopía. Por otro lado, se ha encontrado que el lunes siguiente al inicio del horario de verano, hay un notable incremento en ataques cardíacos; y de manera inversa, estos se reducen cuando se vuelve al horario de invierno.
Los cambios de horario reducen la duración y la eficiencia del sueño, y el gobierno de Kazajistán citó problemas de salud debido a los cambios de horario como la razón principal para abolir el horario de verano.
En España, algunos especialistas señalan que el horario de invierno es mejor porque es el que más coincide con el horario biológico de las personas y el que mejor se adecúa a una buena higiene del sueño. Según Sergio Paredes, director del Departamento de Fisiología de la Universidad Complutense de Madrid, el horario de verano provoca un desfase entre el reloj social (actividades sociales, trabajo, etc.) y el reloj biológico (sincronizado a la luz solar), y esto implica que las personas se despierten cuando su cerebro no está preparado o coman cuando el metabolismo no está listo para procesar nutrientes. Algunos especialistas recomiendan mantener el horario de invierno, pues evita el exceso de luz por la tarde o noche, que altera los mecanismos biológicos que regulan el ritmo circadiano. En este sentido, Maria Ángeles Rol de Lama, catedrática de Fisiología en la Universidad de Murcia y directora del Laboratorio de Cronobiología, expone que con el horario de invierno, la cantidad de luz que se recibe en distintas zonas de España está equilibrada, pero si nos quedáramos permanentemente con el horario de verano, se descompasaría. Por ejemplo, en Santiago de Compostela amanecería demasiado tarde.

## La diversidad en su aplicación

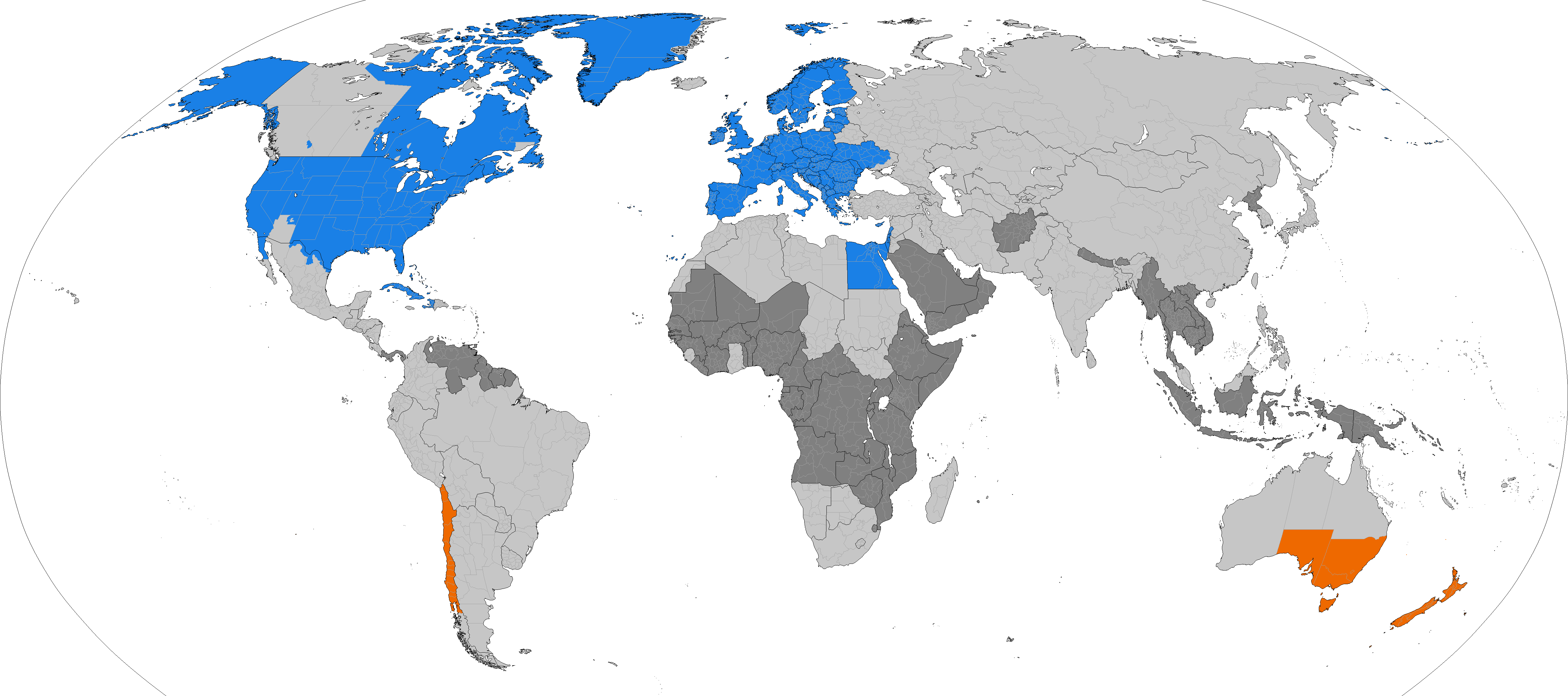
El empleo del horario de verano está más extendido en países situados a mayor latitud en ambos hemisferios.
Se emplea durante el verano boreal (hemisferio norte)
Se emplea durante el verano austral (hemisferio sur)
Ya no se emplea o en horario de verano permanente
Nunca se empleó

La implementación típica del horario de verano se realiza durante la madrugada de un día indicado por la administración. Se inicia en un día de primavera  en el que se adelanta una hora. Esto implica que hay un día que tiene 23 horas. En un día de otoño se atrasa una hora, y esa hora se repite.
Los cambios de hora se programan normalmente en una noche de fin de semana para atenuar los desbarajustes. Los cambios de una hora son lo más habitual, pero la isla de Lord Howe de Australia emplea cambios de media hora. En el pasado se han empleado cambios de veinte minutos y de dos horas.
Las estrategias de coordinación difieren cuando zonas horarias adyacentes cambian de hora. La Unión Europea cambia de hora a la vez, a la 01:00 UTC; por ejemplo, la hora de Europa Oriental siempre está una hora adelantada respecto a la hora central europea. La mayor parte de Norteamérica cambia de hora a las 02:00, así que las zonas adyacentes no realizan el cambio simultáneamente. Por ejemplo, el Tiempo de la Montaña puede tener momentáneamente cero o dos horas de adelanto sobre el Tiempo del Pacífico. Los distritos de Australia van más lejos y no siempre se ponen de acuerdo con las fechas de inicio y final del horario de verano; por ejemplo, en 2006 Tasmania adelantó sus relojes el 1 de octubre, Australia Occidental el 3 de diciembre y el resto de zonas con horario de verano el 29 de octubre.
Las fechas de inicio y final pueden diferir con la localización y el año. Desde 1996, el horario de verano europeo se ha venido aplicando desde el último domingo de marzo al último de octubre; antes las reglas no eran uniformes en todos los estados de Estados Unidos. A partir del 2007, la mayoría de los estados de Estados Unidos y de las provincias y los territorios de Canadá aplicaron el horario de verano desde el segundo domingo de marzo hasta el primer domingo de noviembre. El cambio en el año 2007 formó parte de la Ley de Políticas Energéticas (la llamada Energy Policy Act de 2005; antes, desde 1987 hasta el 2006, las fechas de inicio y final eran el primer domingo de abril y el último de octubre, y el Congreso podrá volver a las fechas anteriores una vez que se haya completado un estudio sobre el consumo energético. En México, el horario de verano se adoptó a escala nacional en 1996 (antes solo se aplicaba en el estado de Baja California) con las mismas fechas de inicio y final que sus vecinos del norte, Estados Unidos y Canadá: desde el primer domingo de abril hasta el último domingo de octubre. Sin embargo, cuando esos países modificaron sus fechas de inicio y final en el 2007, el gobierno mexicano se negó a modificar las suyas para hacerlas coincidir con las de los países vecinos, a pesar del desfase que ello iba a ocasionar. En el 2010, las ciudades fronterizas con Estados Unidos volvieron a solicitar el cambio, y el Congreso de la Unión de México decidió parchar el decreto correspondiente; se estableció así una franja fronteriza arbitraria de 20 kilómetros, y se modificaron las fechas de inicio y final del horario de verano solo en esa región, con lo que se desfasó a la frontera del resto del país, en lugar de hacer el cambio a escala nacional. Desde entonces, México es el único país del planeta que tiene dos diferentes aplicaciones del horario de verano. En el 2015, nuevamente se propuso al Congreso Mexicano que todo México, y no solo su frontera norte, hiciera coincidir su horario de verano con los países vecinos del norte. La propuesta fue desechada por el congreso el 29 de junio de 2016, siendo esta la tercera negativa en una década, hasta su abolición en 2022, dónde el estado de Baja California, así como las ciudades fronterizas que ya aplicaban el cambio de horario en las mismas fechas que Estados Unidos son nuevamente los únicos en usarlo.
Las fechas de inicio y final se invierten en el hemisferio sur. Por ejemplo, en Chile hasta el año 2010 se aplicaba el horario de verano desde el segundo domingo de octubre hasta el segundo domingo de marzo, en cambio a partir del año 2012 se aplica un nuevo horario de verano el que será a partir del día 28 de abril de cada año hasta el uno de septiembre del mismo año con transiciones a las 00:00. La diferencia de tiempo entre el Reino Unido y Chile puede ser, por tanto, de tres, de cuatro o de cinco horas, dependiendo de la época del año. Sin embargo, desde el 28 de enero del 2015, el gobierno chileno presidido por Michelle Bachelet, anunció que se mantendrá permanentemente en horario de verano, pasando definitivamente de GMT -4 a GMT -3. A partir de 2016, el horario de invierno vuelve a ser implementado, comenzando en mayo y culminando en agosto.
China occidental, Islandia y otras zonas están al oeste de su zona horaria ideal, así que es como si tuvieran horario de verano todo el año. Por ejemplo, Saskatoon, Saskatchewan, está a 106°39′O de longitud, ligeramente al oeste del centro de la Zona Horaria de Montaña (Mountain Time Zone) ideal (105°O), pero Saskatchewan tiene el Tiempo Central Estándar (90°O) todo el año, así que siempre está unos 67 minutos adelantada respecto al tiempo solar. El Reino Unido e Irlanda pusieron a prueba el horario de verano durante el año completo desde 1968 hasta 1971, pero lo abandonaron a causa de su impopularidad, especialmente en las regiones del norte.
El oeste de Francia, España y otras zonas tienen la zona horaria cambiada y además aplican el horario de verano, así que el efecto es el de tener horario de verano en invierno y una hora extra en verano. Lo mismo sucede en otras zonas, como por ejemplo Nome, Alaska, está a 165°24′O de longitud, lo que está al oeste del centro de la zona de Tiempo Central Samoano (165°O), pero tiene el horario de Alaska (135°O) con horario de verano DST, así que está ligeramente más de dos horas adelantado en invierno y tres en verano.
El horario de verano normalmente no se usa cerca del Ecuador, pues los tiempos de amanecer y anochecer no varían lo suficiente como para justificarlo. Algunos países lo emplean solo en algunas regiones; por ejemplo, el sur de Brasil lo emplea (en 2019, el horario de verano se abolió por completo en Brasil), mientras que el Brasil ecuatorial no. Solo una minoría de la población mundial emplea el horario de verano, pues Asia y África en general no lo hacen. El último país americano que eliminó el horario de verano fue México, cuando el 26 de octubre de 2022, el Senado ratificó la decisión de terminar con dicho horario el 30 de octubre de ese año.

## Informática
La mayor parte de sistemas informáticos pueden cambiar de hora automáticamente cuando cambia el horario de verano. Las dos implementaciones más empleadas en la actualidad son zoneinfo y la de Microsoft Windows.

### Zoneinfo
La base de datos zoneinfo asigna un nombre a los cambios de hora históricos y predecibles de una región. Esta base de datos la usan muchos programas informáticos, incluyendo la mayoría de sistemas operativos Unix, Java Oracle; la base de datos de HP «tztab» es similar pero incompatible. Cuando las autoridades cambian las normas del horario de verano las actualizaciones de zoneinfo se instalan como parte del mantenimiento ordinario del sistema operativo. En los sistemas Unix la variable de entorno TZ de un proceso especifica el nombre del lugar, como por ejemplo en TZ='America/New_York'.
Sistemas más antiguos pueden emplear solo los valores TZ requeridos por POSIX, que especifican como mucho un momento de inicio y final en su valor. Por ejemplo, TZ='EST5EDT,M3.2.0/02:00,M11.1.0/02:00' especifica el horario de Norteamérica que empezará en 2007. TZ debe de cambiarse cuando cambian las normas del horario de verano, y el nuevo valor de TZ se aplica a todos los años, lo que afecta también a fechas antiguas.

### Microsoft Windows
El proceso para ajustar y actualizar la configuración del horario de verano en Microsoft Windows varía con cada versión. Windows Vista y Windows 7 pueden tener al menos dos reglas finales e iniciales por cada zona horaria. En una zona canadiense con horario de invierno, una configuración de Vista no tiene problemas con horas del periodo 1987-2006 y posteriores a 2006, pero puede tener problemas con las anteriores. Los sistemas Microsoft Windows antiguos pueden almacenar solo un inicio y una regla para cada zona, así que la misma zona canadiense solo estará exenta de errores para las fechas posteriores a 2006.
Estas limitaciones han causado problemas. Por ejemplo, antes de 2005, el horario de verano en Israel variaba cada año, y en algunos no se aplicó. Windows 95 tenía las reglas correctas solo para 1995, así que ocasionó problemas los demás años. En Windows 98 Microsoft se rindió y marcó Israel como si no tuviese horario de verano, así que los israelíes tenían que cambiar de hora manualmente dos veces al año. La ley de horario de verano israelí de 2005 marcó reglas predecibles, pero Windows no podía representar las fechas de la norma de forma que no fuesen dependientes del año. Algunas soluciones parciales pueden ser cambiar los ficheros de zona horaria cada año y hay una herramienta de Microsoft que lo hace automáticamente.